# Vanaheim

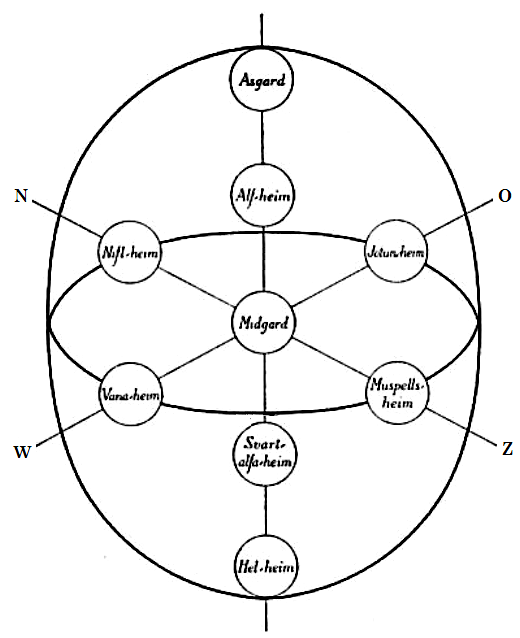
De negen werelden uit de Noordse mythologie

Vanaheim (Oudnoords Vanaheimr) is het rijk van de Wanen (Vanir). Deze vruchtbaarheidsgoden zijn de oudste tak van de twee godenfamilies in de Noordse mythologie. De andere, jongere familie wordt gevormd door de Asen (Aesir). Deze strijdgoden wonen in Asgaard, ver van Vanaheim vandaan.
Kort na de schepping vochten de Wanen en de Asen om de oppermacht. Na de overwinning van de Asen werd de vrede vastgelegd door een uitwisseling van een aantal goden aan weerskanten. De Wanen stuurden de zeegod Njörðr en zijn twee kinderen Freyr en Freya evenals de wijze Kvasir naar Asgard. De Asen stuurden Hœnir en de wijze Mímir naar Vanaheim.
Alfheim · Asgaard · Helheim · Jotunheim · Midgaard · Muspelheim · Nidavellir/Svartalfheim · Niflheim · Vanaheim